# Länsväg 394
Länsväg 394 går i Norrbottens län, mellan Leipojärvi och Anttis, via Ullatti och Tärendö. Ibland räknas vägen gå från Gällivare och från Pajala. Vägen är 90 km lång, plus om man vill 27 km Gällivare–Leipojärvi, där E10 är värdväg, och 29 km Anttis–Pajala, där länsväg 395 och riksväg 99 är värdvägar.
Vägen passerar Dokkas och Ullatti som enda större byar innan den når Kalixälven vid Ekorrbäcken och korsningen med före detta länsväg 397 strax norr om Kainulasjärvi. I Tärendö passerar vägen både Kalixälven och Tärendöälven.

## Korsningar
|  | Nr | Namn                  | Skyltning                                                          |
|  | -- | --------------------- | ------------------------------------------------------------------ |
|  |    | Leipojärvi            | E10 Kiruna Luleå                                                   |
|  |    | Ekorrbäcken           | Överkalix (väg 394 svänger)                                        |
|  |    | bro över Kalixälven   | cirka 120 m lång (67°09′35″N 22°37′54″Ö / 67.159829°N 22.631664°Ö) |
|  |    | bro över Tärendöälven | cirka 50 m lång (67°09′59″N 22°38′40″Ö / 67.166258°N 22.644367°Ö)  |
|  |    | Anttis                | 395 Vittangi Pajala                                                |

## Historik
Vid skyltningen 1951 hette sträckningen Leipojärvi–Anttis länshuvudväg 394. År 1962 blev vägen länsväg 394 delen Leipojärvi–Ekorrbäcken, och länsväg 397 delen Ekorrbäcken–Anttis. Nuvarande numrering gäller från 1986.
På 1890-talet  fanns väg bara från Anttis till Tärendö och vidare mot Korpilombolo. Längs dagens 394 fanns vid den tiden mellan Tärendö och Gällivare inte någon väg. Den fanns dock på 1940-talet och är samma idag mellan Ekorrbäcken och Leipojärvi. En nyare väg byggdes cirka 1970 Ekorrbäcken-Anttis.